# 結刺白鰩
結刺白鰩（學名：Leucoraja fullonica），為軟骨魚綱鰩目鰩科白魟屬的一種，被IUCN列為易危保育類動物，分布於東大西洋，包括俄羅斯的莫曼斯克、挪威、冰島南部、法羅群島、北海北部和斯卡格拉克海峽至摩洛哥北部，以及地中海西部和馬德拉群島海域，深度30至600公尺，本魚胸鰭盤寬度略大於長度，前緣凹陷，呈波浪形，比後緣長約三分之一，吻部呈錐形且尖，尾部比圓盤短，有兩個大小相等的小背鰭和一個未發育完全的尾鰭。眼睛和嘴巴很大，牙齒尖銳，上顎約有64顆牙齒，下顎約有56顆牙齒。上表面質地粗糙，在鼻子、眼睛周圍和肩部有大片刺，有兩排約50根棘，從背部中央延伸至第一背鰭，沒有背間棘。除盤的前緣、尾根部和尾部外，底部光滑。體色是均勻的灰色或棕色，上面有較小的深色圓點，下面是白色，體長可達33公分，棲息在沿岸至大陸坡海域，為底棲性魚類，肉食性，以硬骨魚及其他底棲性無脊椎動物為食，卵生，生活習性不明，可作為食用魚。